# Elkin Alcalá
Elkin Enrique Alcalá Cardoza (Cartagena de Indias, 2 de agosto de 1997) es un beisbolista colombiano que juega como lanzador en los Olmecas de Tabasco de la Liga Mexicana de Beisbol.

## Carrera en Ligas Menores
El 4 de junio de 2016 firmó para Miami Marlins donde jugó la Dominican Summer League y la Gulf Coast League hasta el 29 de agosto de 2017.
El 15 de junio de 2018 fue ascendido a la New York–Penn League jugando para el Batavia Muckdogs en Clase A Corta (A-)
Su registro en Ligas Menores de Béisbol es de 14 victorias, 3 derrotas y 7 juegos salvados con una efectividad (ERA) 2.71 y 58 ponches.

## Copa Mundial Sub-23 de 2018
Disputó tres juegos con la Selección de béisbol de Colombia en los duelos ante China Taipéi, México y Puerto Rico con una efectividad (ERA) de 10.38 en 4.1 entradas y 5 ponches.